# Kanton Chablis
Kanton Chablis je francouzský kanton v departementu Yonne v regionu Burgundsko-Franche-Comté. Jeho střediskem je obec Chablis. Skládá se z 62 obcí. Před reformou kantonů 2014 ho tvořilo 11 obcí.

## Složení kantonu
od roku 2015:
| - Aigremont - Angely - Annay-sur-Serein - Annoux - Beine - Béru - Bierry-les-Belles-Fontaines - Blacy - Carisey - Censy - Chablis - La Chapelle-Vaupelteigne - Châtel-Gérard - Chemilly-sur-Serein - Chichée - Chitry - Cisery - Courgis - Étivey - Fleys - Fontenay-près-Chablis | - Fresnes - Grimault - Guillon - L'Isle-sur-Serein - Jouancy - Lichères-près-Aigremont - Lignorelles - Ligny-le-Châtel - Maligny - Marmeaux - Massangis - Méré - Môlay - Montigny-la-Resle - Montréal - Moulins-en-Tonnerrois - Nitry - Noyers - Pasilly - Pisy - Poilly-sur-Serein | - Pontigny - Préhy - Rouvray - Saint-André-en-Terre-Plaine - Saint-Cyr-les-Colons - Sainte-Vertu - Santigny - Sarry - Sauvigny-le-Beuréal - Savigny-en-Terre-Plaine - Sceaux - Talcy - Thizy - Trévilly - Varennes - Vassy-sous-Pisy - Venouse - Vignes - Villeneuve-Saint-Salves - Villy |

před rokem 2015:
| Obec                    | Počet obyvatel (2008) | PSČ   | INSEE |
| ----------------------- | --------------------- | ----- | ----- |
| Aigremont               | 68                    | 89800 | 89002 |
| Beine                   | 479                   | 89800 | 89034 |
| Chablis                 | 2 427                 | 89800 | 89068 |
| Chemilly-sur-Serein     | 176                   | 89800 | 89095 |
| Chichée                 | 350                   | 89800 | 89104 |
| Chitry                  | 348                   | 89530 | 89108 |
| Courgis                 | 259                   | 89800 | 89123 |
| Fontenay-près-Chablis   | 132                   | 89800 | 89175 |
| Lichères-près-Aigremont | 176                   | 89800 | 89224 |
| Préhy                   | 129                   | 89800 | 89315 |
| Saint-Cyr-les-Colons    | 420                   | 89800 | 89341 |